# Pinus strobiformis
Pinus strobiformis (Сосна чівавська) — вид роду сосна родини соснових.

## Поширення
Поширення: Мексика (Чіуауа, Коауїла, Дуранго, Халіско, Нуево-Леон, Сан-Луїс-Потосі, Сіналоа, Сонора, Сакатекас); США (Аризона, Нью-Мексико, Техас). Це гірський вид з діапазоном висот 1900—3500 м над рівнем моря. Зростає на відносно глибоких, багатих гумусом хоча часто кам'янистих ґрунтах, особливо на північних схилах або уздовж гірських струмків.

## Опис
Це від 25 до 30 метрів заввишки дерево, 50–90 см в діаметрі, струнке, пряме; крона конічна. Кора гладка і сріблясто-сіра на молодих дерев, старіючи стає темного сірувато-коричневого кольору, борозенчастою, розділеною на грубі прямокутні пластини. Гілки ростуть горизонтально. Шишки жовті, довгасто-яйцеподібні, 6–10 мм завдовжки.
найбільше дерево діаметром 150 см, висота 34 м, крона поширювалася на 19 м.; найстаріше — 599 років.

## Використання
Зазвичай використовується в лісонасадженнях, а також комерційно, як цінна порода дерев.

## Загрози та охорона
Потенційними загрозами є вирубка, і, можливо, сприйнятливість до блістерної іржі, хоча в даний час немає ніяких доказів цього. Відомий з кількох охоронних територій у своєму діапазоні зростання.